# Tarhonya

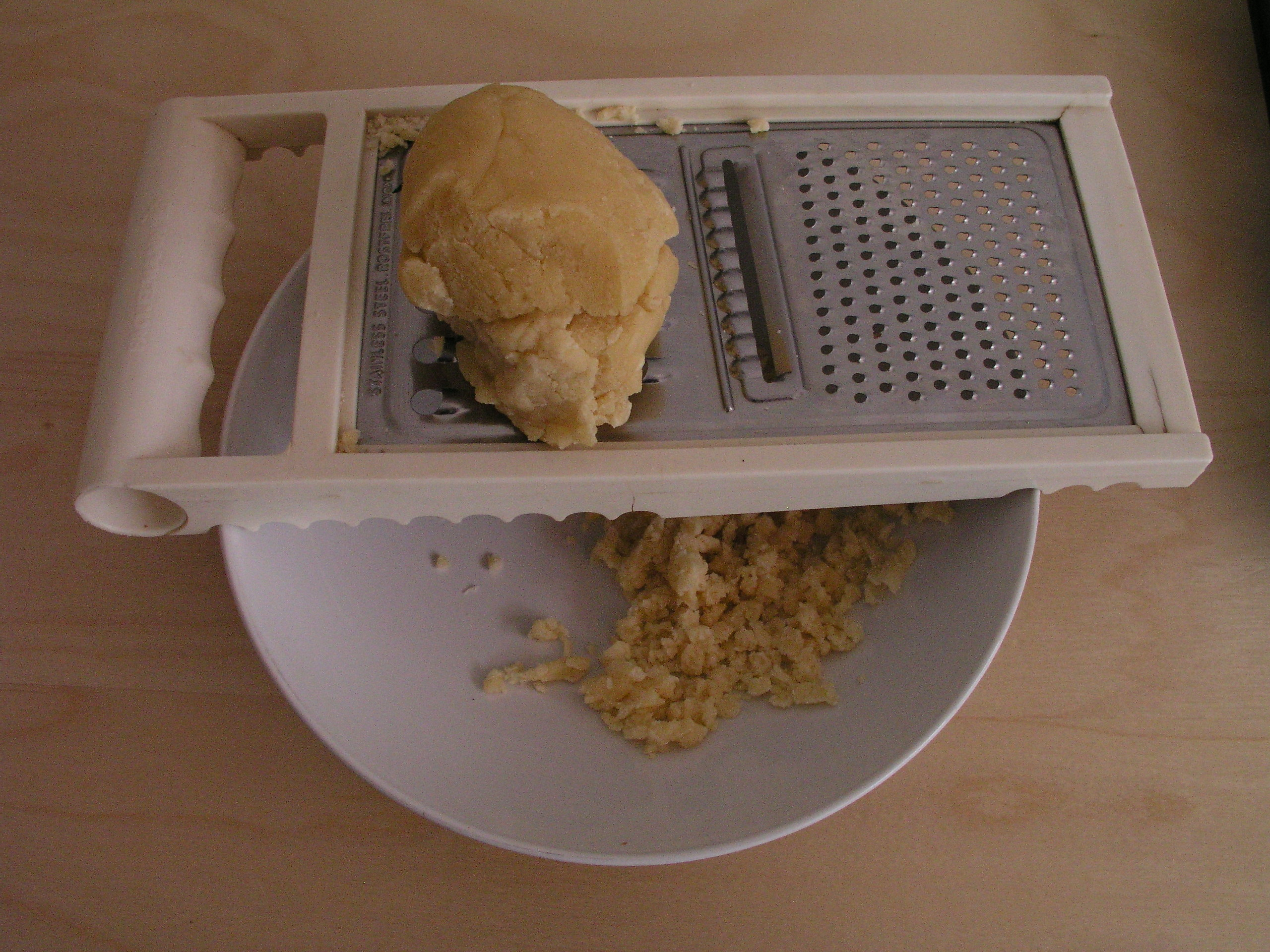
Tarhonya készítése

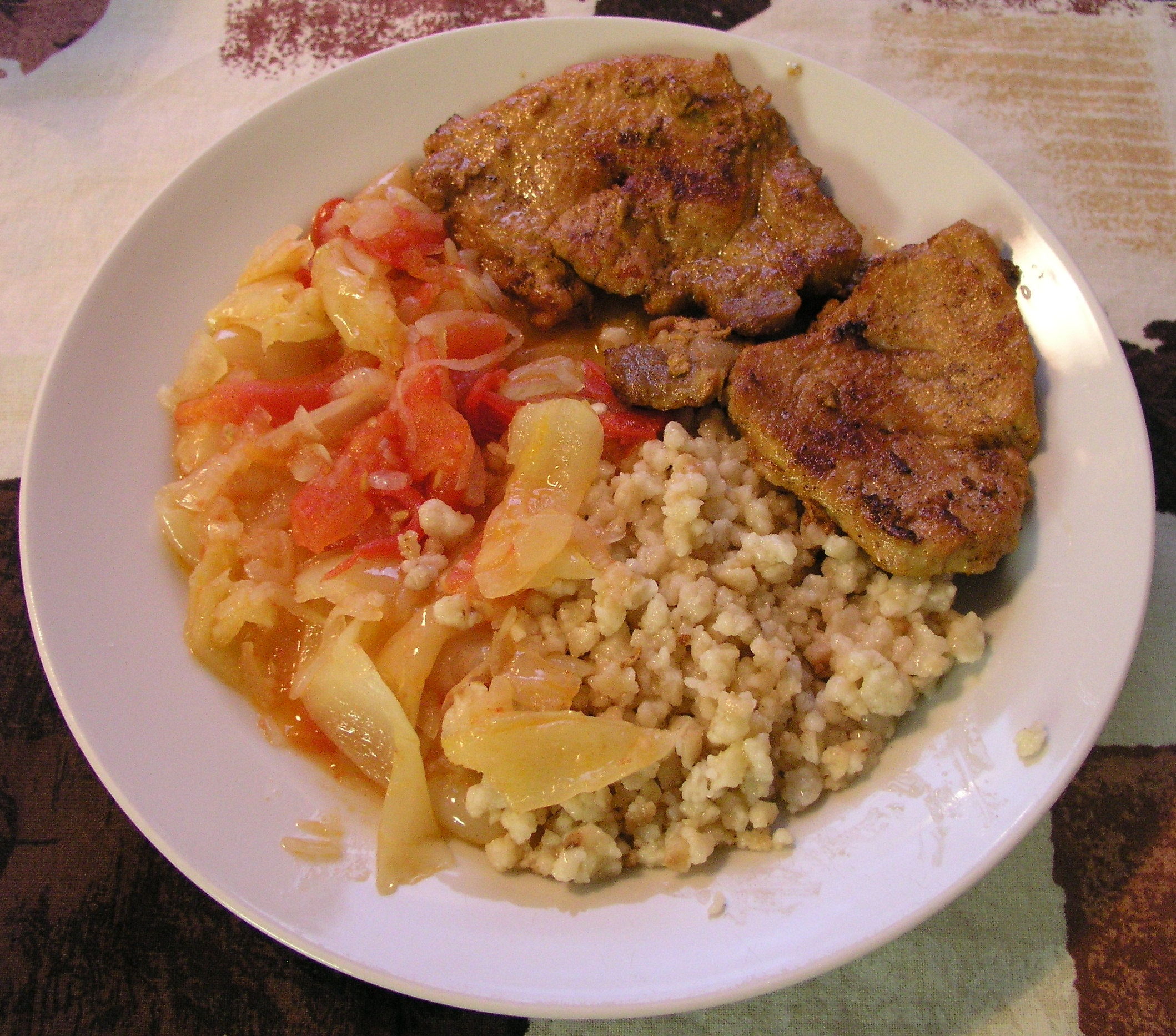
Lecsós sülthús tarhonyával

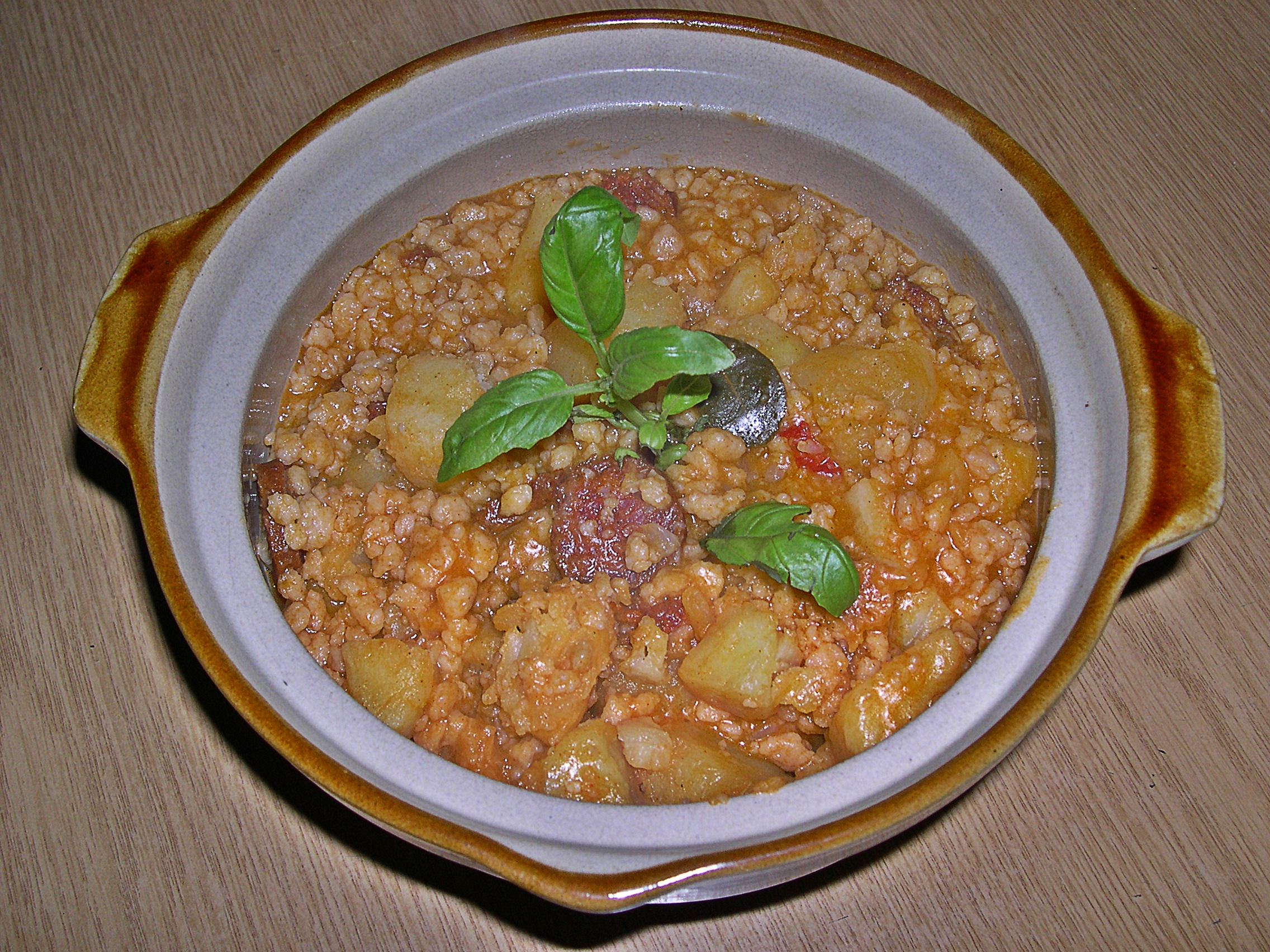
Pásztortarhonya

A tarhonya (helyenként, időnként targonya) vagy reszelt tészta egy magyar száraztésztaféle. Tarhonyából készült a "pergelt leves", a laktató régi paraszt- vagy pásztorétel. A tarhonya hungarikum.

## Készítése
A tarhonyarosta hálójának két különböző szitaszövet sűrűségű négyszögletes lyukain átmorzsolt, gömbölygetett tésztát tarhonya néven csak 1788-ban és az azt követő években írták le először, mégpedig verses művekben. Az elődök a középkori apró tésztaformák voltak. Elkészítése igen munkaigényes, később ezért foglalta el a helyét a reszelt tészta. Legjelentősebb az alföldi parasztok táplálkozásában volt öregtarhonya, keménytarhonya, sűrűtarhonya, pirított tarhonya formájában.

## Eredete
Az étel eredetije feltehetőleg Perzsiából származik, török közvetítéssel. Neve is a perzsa eredetű oszmán-török "tarchana" szóból ered, ami búzalisztből aludttej hozzáadásával készült tésztát jelent.  Magyarországon általánosan az Alföldön terjedt el, mint az egyik leggyakoribb száraztészta.
Maga a tarhonya szó nálunk oszmán-török eredetű, esetleg déli szláv közvetítéssel is. Magyar szóként a tarhonya 1600 körül fordul elő először, akkor még nem tészta, hanem valószínűleg „főtt hús törmeléke” jelentésben. Egy más változat szerint a "tarho" (apró gömböcskékből álló hűsítő enyhén savanyú ital), amit felforralt tejből készítettek az Alföldön. Ebben az aludt, vagy savanyú tejben (tarhóban) főzték meg a pásztoremberek a száraztésztát, eszerint innen ered a tarhonya elnevezése.
Elkészítésének ideje hagyományosan a nyár első fele, az aratás előtti időszak volt, ezért nevezték a júniusi meleget tarhonyaszárító időnek, a júniusi holdat pedig tarhonyaszárító csillagnak. A Szentesi Református Eklézsia Históriája írja a 19. század elejéről származó bejegyzésben: "A kenyér mellett a tselédek és napszámosok közönséges eledelek volt a tarhonya, mellyet nyáronn köblönkint morzsoltak a gazdasszonyok."  Tarhonyarostán készítették, két különböző szitaszövet sűrűségű rostán dolgozták át, és minél kerekebbre sikerült, annál szebbnek tartották. A kész tarhonyát tésztaszárítóra rakták, majd száradás után vászonzacskóban a kamrában tartották.

## Szegedi tarhonya, német tarhonya
A szegedi asszonyok különösen híresek tarhonyakészítő művészetükről, ezt a hagyományt máig ápolják. A Tarhonyafesztiválra azonban nem csak Szegedről és környékéről, hanem a Vajdaságból és Romániából is érkeznek nevezések.
A szegedi tarhonya népszerűsége az 1879-es nagy árvíz után mind nagyobb lett, míg első világháborús adatok szerint Szegeden és környékén már pár ezer mázsa tarhonya készült, 1928-ban mennyisége meghaladta a 100 vagonnyit. Propagálásához még Móra Ferenc is hozzájárult tanácsaival.
Németország délnyugati területén a sváb, bádeni, pfalzi tájegységek lakói is magukénak tekintik, ott is honos a tarhonya, mégpedig riebele, vagyis „dörzsölt” néven. Nevét arról kapta, hogy készítésekor a tésztát az asszonyok a kezük között sodorgatták, illetve tésztareszelőn dörzsölték át.

## Elkészítése
Az általánosan ismert alaprecept szerint a lisztet és a tojást sóval összegyúrják (összmaréknyi liszthez számítanak egy tojást), majd tarhonyarostán áttörik. Az így készített tésztát napon szárítják ki. Ebben a formában akár több évig is tárolható. Mezőtúron a tarhonyatésztát nem gyúrták, hanem sodorták, közben vízzel locsolgatták. Az apraját a rostán átszitálták, a nagyját pedig áttörték.
Többféleképpen készítik el. Szentesen a főtt tarhonyát tejföllel vagy tojással keverték el. Általában főzés előtt szárazon, hagymás zsírban, vagy olajon megpirítják, majd paprikával ízesítve sós vízben megfőzik. Az így készült tésztáskását többek között öregtarhonyának, keménytarhonyának, aratótarhonyának nevezik. A nagykunsági pásztortarhonya krumplival, hagymával és szalonnával készül. A tejbetarhonya készítésénél a megpirított tarhonyát tejjel engedik fel és készre főzik.
Az 1960-as évektől extrudálással gyártanak gépi tarhonyát is, melynek alakja szabályosabb a kézzel készítettnél. Két- és négytojásos változatban létezik.

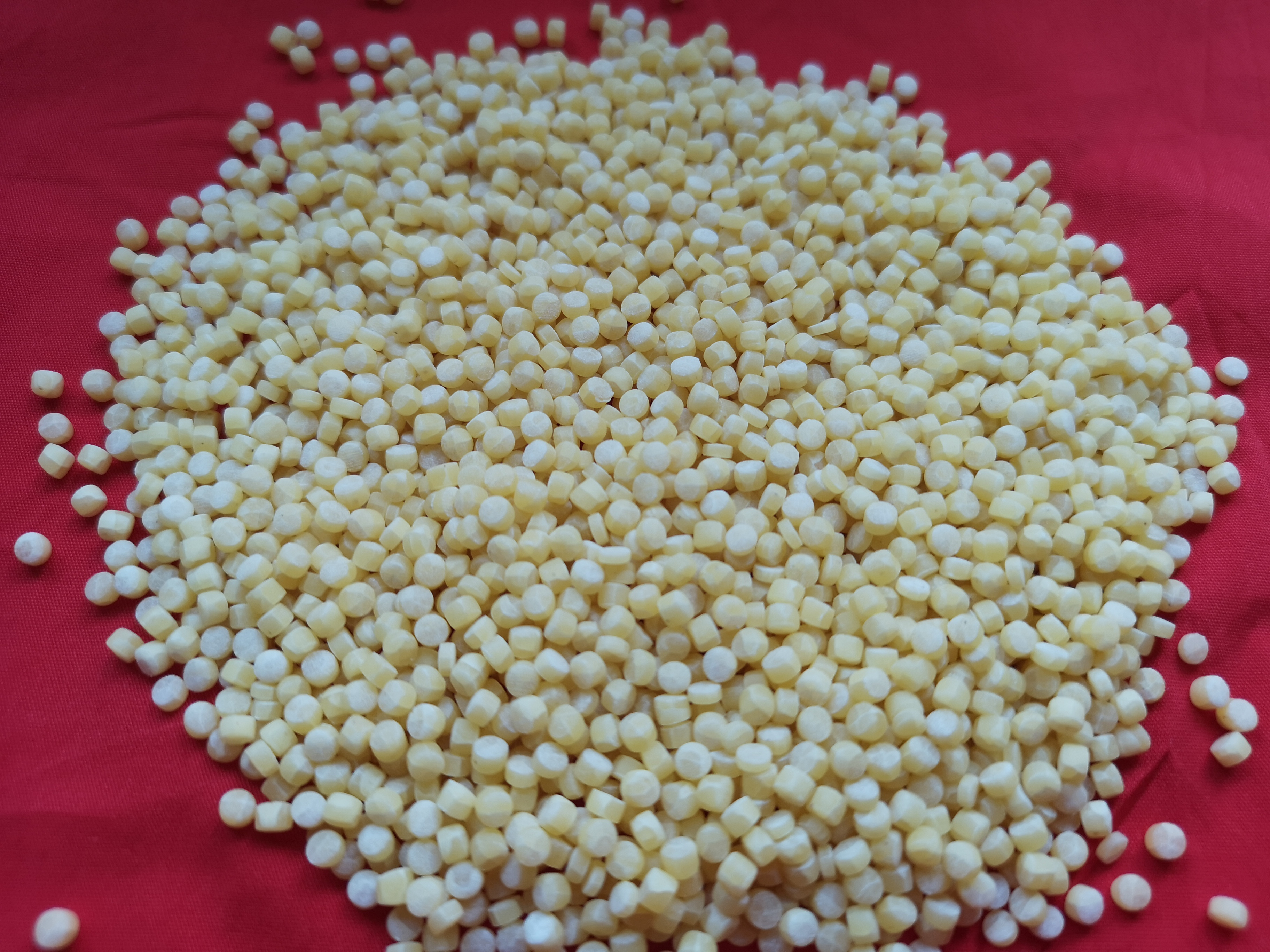
Gépi tarhonya